# Кировский (Краснодарский край)
Кировский — посёлок в Мостовском районе Краснодарского края России. Входит в состав Псебайского городского поселения.

## География
Расположен на реке Малая Лаба, в 19 км выше по течению (южнее) посёлка Псебай — центра городского поселения. 

## Население
| 2002 | 2010 |
| ---- | ---- |
| 22   | ↘3   |

## Улицы
- ул. Лесная.